# Mohamed El Jem
Mohamed El Jem (in arabo محمد الجم‎?, Muḥammad al-Jam; Salé, 1948) è un attore, sceneggiatore e comico marocchino.
(Mohamed el Jem)

## Biografia
Dopo aver lavorato per un anno come insegnante, si rese conto di non avere vocazione all'insegnamento e iniziò la sua carriera come attore nel 1970 in teatro con l'attore Lahlou Nabil. El Jem è noto anche per aver scritto diverse opere teatrali. Le più famose sono: “La donna che” e “Jar Wa Majrour”. Queste opere hanno in gran parte conquistato il pubblico marocchino.

## Televisione
- Ailat Si Merbuh I, "La famiglia del signor Merbuh I" (2001) su Al Aoula
- Ailat Si Merbuh II, "La famiglia del signor Merbuh II" (2002)  su Al Aoula
- Sir hta tji I, "Vai fino a quando ritorni I" (2004)  su Al Aoula
- Sir hta tji II, "Vai fino a quando ritorni II" (2005)  su Al Aoula
- Jwa mn Jam (2007) su Al Aoula
- Sir hta tji III, "Vai fino a quando ritorni III" (2008)  su Al Aoula
- Al âam twil, "L'anno è lungo" (2010) su Al Aoula
- Jini kud, (2010) su 2M

## Teatro
- Al maraa lati "La donna che"
- Jar Wa Majrour